# San Benito (Texas)
San Benito è un centro abitato degli Stati Uniti d'America, situato nella contea di Cameron dello Stato del Texas.

## Geografia fisica
San Benito è situata a 26°08′12″N 97°38′09″W (26.136603, -97.635878). Secondo lo United States Census Bureau, ha un'area totale di 11,2 miglia quadrate (29 km²), di cui 11,0 miglia quadrate (28 km²) di terreno e 0,2 miglia quadrate (0,52 km², 1,87%) d'acqua.
San Benito è conosciuta anche come The Resaca City, a causa della sua resaca (ex affluente del Rio Grande che è stato interrotto per l'irrigazione).

## Società

### Evoluzione demografica
Secondo il censimento del 2000, c'erano 23 444 persone, 7 065 nuclei familiari, e 5 715 famiglie residenti nella città. La densità di popolazione era di 2 130,2 persone per miglio quadrato (822,1/km²). C'erano 9 120 unità abitative a una densità media di 828,7 per miglio quadrato (319,8/km²). La composizione etnica della città era formata dal 76,16% di bianchi, lo 0,32% di afroamericani, lo 0,41% di nativi americani, lo 0,25% di asiatici, il 20,48% di altre razze, e il 2,38% di due o più etnie. Ispanici o latinos di qualunque razza erano l'86,93% della popolazione.
C'erano 7 065 nuclei familiari di cui il 41,4% avevano figli di età inferiore ai 18 anni, il 56,6% erano coppie sposate conviventi, il 19,5% aveva un capofamiglia femmina senza marito, e il 19,1% erano non-famiglie. Il 16,8% di tutti i nuclei familiari erano individuali e il 10,7% aveva componenti con un'età di 65 anni o più che vivevano da soli. Il numero di componenti medio di un nucleo familiare era di 3,30 e quello di una famiglia era di 3,72.
La popolazione era composta dal 33,3% di persone sotto i 18 anni, il 10,5% di persone dai 18 ai 24 anni, il 24,8% di persone dai 25 ai 44 anni, il 17,8% di persone dai 45 ai 64 anni, e il 13,6% di persone di 65 anni o più. L'età media era di 30 anni. Per ogni 100 femmine c'erano 90,2 maschi. Per ogni 100 femmine dai 18 anni in giù, c'erano 84,1 maschi.
Il reddito medio di un nucleo familiare era di 24.027 dollari, e quello di una famiglia era di 26 415 dollari. I maschi avevano un reddito medio pro capite di 22 097 dollari contro i 18 512 dollari delle femmine. Il reddito medio pro capite era di 10 317 dollari. Circa il 28,7% delle famiglie e il 32,7% della popolazione erano sotto la soglia di povertà, incluso il 42,1% di persone sotto i 18 anni e il 22,8% di persone di 65 anni o più.